# Erik Bergman
Pour les articles homonymes, voir Bergman.
Erik Valdemar Bergman, né le 24 novembre 1911 à Nykarleby, mort le 24 avril 2006 à Helsinki est un compositeur finlandais. Il est considéré comme un pionnier de la musique moderne finlandaise.

## Biographie
Erik Bergman a étudié la musique à l'Académie Sibelius d'Helsinki où il est élève de Bengt Carlsson (composition), d'Erik Furuhjelm  et d'Ilmari Hannikainen (piano), puis à Berlin de 1937 à 1939 il travaille avec Heinz Tiessen, enfin à Ascona avec Wladimir Vogel de 1949 à 1950. 
Il enseigne la composition de 1963 à 1976 à l'Académie Sibelius. Il a aussi été chef de chœur jusqu'en 1978 avant de cesser de diriger. Voyageur infatigable, Bergman était aussi un passionné d'instruments de musique de divers pays, qu'il collectionnait. Au-delà des instruments, il s'est beaucoup intéressé aux origines de la musique européenne. Bergman fut un précurseur de la musique moderne en Finlande; il est notamment le premier à utiliser le dodécaphonisme (1954) et le sérialisme, après s'être affranchi du post-romantisme et de l'influence de Sibelius perceptibles dans ses premières compositions. Professeur renommé, il a écrit une œuvre imposante (plus de 100 numéros d’opus) dans laquelle la voix tient une place prépondérante.

## Œuvres principales
- Trois fantaisies pour clarinette et piano, op. 42 (1953-1954)
- Adagio pour chœur d'hommes, baryton, flûte et vibraphone (1957).
- Aubade, pour orchestre op. 48 (1958)
- Aton pour baryton, récitant, chœur et orchestre (1959)
- Simbolo, pour orchestre (1960)
- Concertino da camera op. 53 (1961)
- Sela, pour baryton, chœur et orchestre (1962)
- Circulus, pour orchestre (1965)
- Requiem över en död diktare (1970)
- Missa in honorem Sancti Henrici (1971)
- Colori ed improvvisazioni, pour orchestre op. 72 (1973)
- Bardo Thödol, pour récitant, mezzo-soprano, baryton, chœur et orchestre, d'après le Livre des Morts tibétain op. 74 (1974)
- Noa, pour baryton, chœur et orchestre op. 78 (1976)
- Triumf att finnas till, pour soprano, flûte et percussion (1978)
- Dualis, pour violoncelle et orchestre (1978)
- Morgonens fåglar, pour flûte et orchestre op. 89 (1979)
- Concerto pour piano op. 94 (1980-1981)
- Concerto pour violon op. 99 (1982)
- Lemminkäinen, d'après le Kalevala, pour récitant, mezzo-soprano, baryton et chœur op. 103 (1984)
- Lament and Incantation, pour soprano et violoncelle op. 106 (1985)
- Det sjungande trädet, opéra op. 110 (1995)
- The Maestro and his Orchestra, pour violon et cordes (1996)
- Cadenza, pour hautbois et orchestre op. 137 (1996)
- Concerto pour violoncelle (1998)

## Discographie
- Contemporary Finnish Music [Import]. Midnight, pour guitare d'Erik Bergman; Jukka Savijoki (guitare), (+ œuvres de Paavo Heininen, Pehr Henrik Nordgren, Seppo Antero Yrjönpoika Nummi, Torsten Stenius) BIS (1995)

## Prix
- Prix Sibelius de Wihuri, 1965